# Duncan Stewart
Duncan Antonio Stewart Agell (Buenos Aires, 2 de enero de 1833 - Montevideo, 13 de octubre de 1923) fue un político uruguayo de origen argentino. Presidente de la República Oriental del Uruguay interinamente en el mes de marzo de 1894, en su calidad de Presidente del Senado.

## Biografía
Nació en Buenos Aires en 1833, hijo del matrimonio conformado entre el escocés Duncan Stewart de Acharn y la uruguaya Dorotea Agell. Luego se trasladó al Uruguay, donde se desempeñaría como funcionario público y más tarde como político, siendo ministro de Hacienda en la administración de Lorenzo Batlle. En 1890 fue elegido senador.
En 1868, fue miembro de la Comisión Fiscal de Bancos compuesta del Contador General del Estado y de los señores don Juan Peñalva, don Ezequiel Pérez, y don Mauricio Llamas, que reemplazará en sus funciones a los Comisarios de Bancos creados por Decreto de 23 de marzo de 1865. En julio de 1868.
Abogaba por la responsabilidad fiscal, según su actividad legislativa en: Modificación de artículo de Aduana, exención de tributos, y dos leyes sobre los títulos de deuda pública.
En 1870, contribuyó a la reglamentación de la Ley de Conversión Bancaria 4 de mayo de 1870 junto con Lorenzo Batlle.
La elección presidencial de 1894 se realizó en medio de una tremenda crisis financiera. Tras un plazo de veinte días (desde el 2 de marzo de 1894 al 21 de marzo del mismo año) ninguno de los candidatos llegó a los 45 votos requeridos por lo que el Poder Ejecutivo fue ejercido por el presidente del Senado, Duncan Stewart.
Finalmente, Juan Idiarte Borda alcanzó la Presidencia con 47 votos.
Más tarde, se opone al golpe de Estado de Juan Lindolfo Cuestas, integrando las disueltas Cámaras colectivistas. Y deja de actuar en política desde entonces.
Casado con Delfina García Vargas, de cuyo matrimonio nacieron ocho hijos; y tío de Matilde Pacheco, futura esposa de José Batlle y Ordóñez.

## Gabinete de gobierno
| Ministerio            | Nombre                    | Período |
| --------------------- | ------------------------- | ------- |
| Gobierno              | Francisco Bauzá           | 1894    |
| Relaciones Exteriores | Manuel Herrero y Espinosa | 1894    |
| Hacienda              | Alcides Montero           | 1894    |
| Guerra y Marina       | Luis Eduardo Pérez (h)    | 1894    |
| Fomento               | Juan Alberto Capurro      | 1894    |

| Predecesor: Julio Herrera y Obes | Presidente de Uruguay 1894 | Sucesor: Juan Idiarte Borda |